# Fontaine Saint-Clair (Limerzel)
La fontaine Saint-Clair est située au lieu-dit «Vallée de Saint-Clair» à Limerzel dans le Morbihan. Datée de 1725, elle fait partie d'un ensemble comprenant aussi la chapelle Saint-Clair, qui fait toujours l'objet d'un pardon début octobre, et une croix bannière, la croix de Saint-Clair.

## Historique
La fontaine Saint-Clair fait l’objet d’une inscription au titre des monuments historiques depuis le 25 septembre 1928.

## Culte
L'eau de la fontaine Saint-Clair est réputée soigner les maladies oculaires et les problèmes de vue.